# Azerbajdzjans militärhistoria
Azerbajdzjans militärhistoria har bestått av många krig. Historien om den moderna azerbajdzjanska armén går tillbaka till Demokratiska republiken Azerbajdzjan i 1918, då Försvarsmakten i den azerbajdzjanska republiken grundades den 26 juni 1918.
Under och efter den ryska revolutionen var det ofta med Armenien man hamnade i konflikt. Detta fortsatte fram till 1920, då Azerbajdzjan och Armenien invaderades och annekterades av Sovjetunionen. 
Efter upplösningen av Sovjetunionen, Armenien blev åter fienden, efter att båda länderna krigade om Nagorno-Karabach.  

## Exempel på krig
- Rysk-persiska kriget (1804–1813)
- Rysk-persiska kriget (1826-1828)
- Ryska inbördeskriget (1917-1920)
- Armenisk-azerbajdzjanska kriget (1918-1920)
- Nagorno-Karabach-kriget (1988-1994)